# Mateo López (arquitecto)
Mateo López (1750-1819) fue un arquitecto español, activo en la provincia de Cuenca.

## Biografía
Nació el 8 de noviembre de 1850. Natural de la villa conquense de Iniesta, su padre Agustín fue profesor de arquitectura y de él tomó su hijo los principios de este arte. Obtuvo el título de académico de mérito de arquitectura en la Real Academia de San Fernando. También le fue conferido el nombramiento de miembro correspondiente de la misma academia el 5 de febrero de 1804.
Fue miembro y secretario de la Sociedad de Amigos del País en Cuenca, y se le confirieron los nombramientos de maestro mayor del obispado en los obispados de Solano, Palafox y Falcón y Salcedo y de maestro mayor de la ciudad por los ayuntamientos. En cuanto a la provincia, desempeñó varias comisiones que le confió la Intendencia en puentes, casas consistoriales, pósitos y otros edificios públicos, dependientes de este ramo. Tuvo a su cargo, por comisión del municipio de Cuenca, obras construidas en las avenidas del camino real y por el Supremo Consejo interino las del rebaje que se hizo en las principales calles de la ciudad y por el mismo Consejo y Sociedad Económica de Amigos del país fue comisionado para el reconocimiento de las minas de carbón de piedra de la serranía de Cuenca.
Bajo su dirección fueron construidos en Cuenca el edificio de las Escuelas pías que fundó el obispo Palafox, la manzana de casas y parador que agregó a este establecimiento, y que más tarde servirían de aulas al Instituto provincial de segunda enseñanza; la mayor parte de la obra de las casas de Misericordia y de Recogidas, que después constituyeron la de Beneficencia, como también la ampliación de la antigua casa de Moneda, para trasformarla en la Real fábrica de tejidos, que estuvo a cargo de los Cinco gremios mayores de Madrid. Formó los planos y dirigió la obra que se hizo en la Secretaría y Obrería del cabildo catedral; la del atrio y entrada principal de la catedral y en el palacio episcopal amplió las habitaciones principales de orden del obispo Ramón Falcón y Salcedo.
Formó el mapa que Trifón Muñoz y Soliva consideró «más exacto de la provincia», que remitió a Juan López, geógrafo en Madrid, además de un plano de la ciudad de Cuenca. De ambos dejó copias, que existieron en poder de su hermano político y albacea Juan Francisco Martínez Real. También se interesó por la arqueología. López, que llegó a ser escogido diputado en las Cortes de Cádiz, no llegó a tomar posesión de su plaza por no renunciar de forma explícita su predecesor. Falleció el 29 de junio de 1819, a la edad de sesenta y ocho años.